# Paleoantropologia

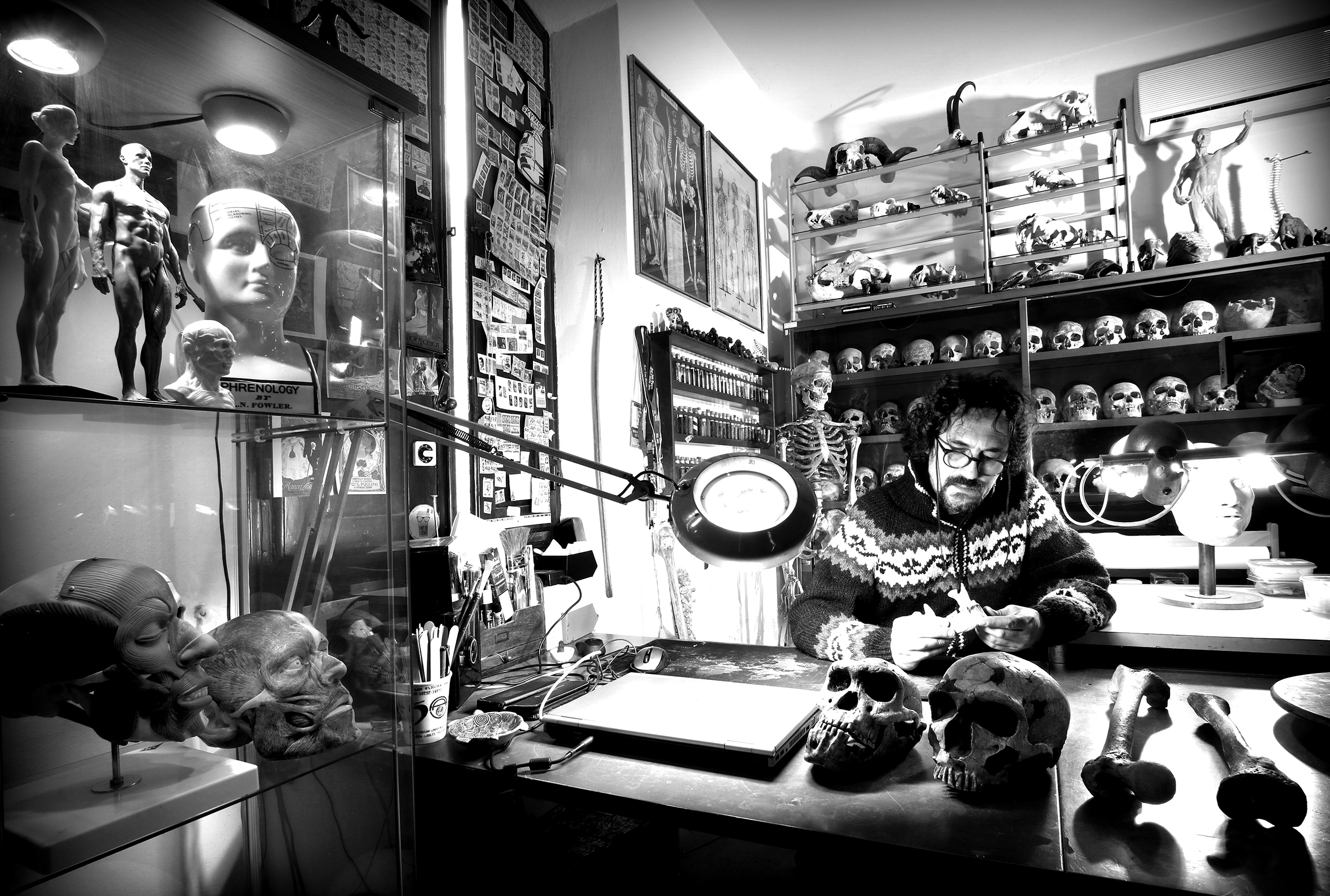
W pracowni paleoantropologa Stefano Ricci, Uniwersytet w Sienie

Paleoantropologia (gr. palaiós „stary, dawny”; ánthrōpos „człowiek”; lógos „słowo, nauka”) – dział antropologii zajmujący się zróżnicowaniem kopalnych form przedludzkich i ludzkich oraz ich filogenezą. Wyróżnia się dwie podstawowe gałęzie tej nauki:
- paleontropologia fizyczna – jej badania obejmują analizę morfologiczno-porównawczą kopalnych szczątków, ich datowanie oraz rekonstrukcję. Paleoantropologia próbuje ustalić drogę ewolucji człowieka, czyli antropogenezę i pokrewieństwa pomiędzy zróżnicowanymi ludzkimi populacjami.
- paleontropologia kulturowa – zajmuje się znalezieniem początków kultury ludzkiej (której najstarsze przejawy są utożsamiane z produkcją narzędzi) oraz jej ewolucją w czasie. Opisuje m.in. powstawianie różnych zachowań i wytworów kulturowych (np. obrządek pogrzebowy, instrumenty muzyczne, dzieła plastyczne).